# Otzweiler
Otzweiler ist eine Ortsgemeinde im Landkreis Bad Kreuznach in Rheinland-Pfalz. Sie gehört der Verbandsgemeinde Kirner Land an.

## Geographie
Otzweiler liegt am Großbach im Nordpfälzer Bergland. Im Norden befindet sich Becherbach bei Kirn, im Osten Hundsbach, im Süden Sien und westlich liegt Oberreidenbach.

## Geschichte
Aus dem Früh- und Hochmittelalter weiß man wenig über Otzweiler. Im 14. Jahrhundert gehörte Otzweiler zur Herrschaft der Wildgrafen auf der Kyrburg. Im Jahr 1375 teilten die Wildgrafen Otto und Friedrich von Kyrburg Güter und Rechte, die sie im „Amt Otzweiler“ (u. a. mit Hundsbach, Schweinschied, Löllbach) besaßen, unter sich auf.
Fabricius vermutet, dass der Ort aus einem wildgräflichen Hof des Gerichts Becherbach hervorgegangen ist und ursprünglich zum Hochgericht auf der Heide gehörte. Otzweiler, das lediglich aus diesem Hof und zwei Mühlen bestand, hat sich in späteren Zeiten zu einer größeren Siedlung weiterentwickelt. Zu Beginn des 16. Jahrhunderts gehörte der Ort zur Schultheißerei Sien innerhalb des wildgräflichen Amtes Kyrburg. Da in Otzweiler auch sponheimische Untertanen wohnten, beanspruchten auch die Grafen von Sponheim bzw. deren Rechtsnachfolger, der Markgraf von Baden, als Inhaber des Amtes Naumburg (Sitz Burg Naumburg bei Bärenbach) die Territorialhoheit über den Ort. Die daraus entstandenen Rechtsstreitigkeiten zwischen dem Amt Salm-Kyrburg und dem badischen Amt Naumburg wurden 1757 dahin geschlichtet, dass die Güter und Einwohner von Otzweiler in gemeinschaftlicher Verwaltung der beiden Ämter verbleiben sollten.
Einer einheitlichen Verwaltung wurden die Ortsbewohner erst unterstellt, als die Franzosen 1798 den Ort der neu geschaffenen Mairie Schmidthachenbach im Kanton Grumbach des Saardepartementes zuordneten.
Nach dem Ende der französischen Herrschaft im Jahr 1814 und einer kurzzeitigen Zugehörigkeit zu Preußen kann im Jahr 1816 Otzweiler zur Oberschultheißerei Becherbach in hessen-homburgischen Oberamt Meisenheim.
Nach der Auflösung des Amtes Becherbach 1940 wurde Otzweiler vom Amt Kirn-Land verwaltet und gehört heute zur Verbandsgemeinde Kirner Land.
Ende des 18. Jahrhunderts wanderten ca. einhundert Einwohner von Otzweiler nach Galizien, Ungarn und Banat aus. Gründe waren die Wirtschaftsdepression nach den französischen Kriegen und das Anwerben durch Kaiser Joseph II. Eine zweite Auswanderungswelle fand Mitte des 19. Jahrhunderts nach Polen und Nordamerika statt.
1864 wohnten in Otzweiler in 57 Wohnhäusern 71 Familien. Der Großteil der mehr als 300 Einwohner zählenden Gemeinde war evangelisch. Heute hat der Ort noch ca. 210 Einwohner.
Am 11. Januar 1800 verübte Schinderhannes in Otzweiler einen Raubmord und flüchtete danach auf das rechte Rheinufer.
Bevölkerungsentwicklung
Die Entwicklung der Einwohnerzahl von Otzweiler, die Werte von 1871 bis 1987 beruhen auf Volkszählungen:
| Jahr | Einwohner |
| 1815 | 174       |
| 1835 | ~ 220     |
| 1871 | 342       |
| 1905 | 261       |
| 1939 | 247       |
| 1950 | 229       |

| Jahr | Einwohner |
| 1961 | 277       |
| 1970 | 314       |
| 1987 | 246       |
| 1997 | 232       |
| 2005 | 215       |
| 2023 | 196       |

## Politik

### Bürgermeister
Die Stelle des Ortsbürgermeisters ist seit 2024 vakant. Beauftragter ist Patrick Klein.
Zuvor war Natalie Kleyer Ortsbürgermeisterin. Bei der Kommunalwahl am 26. Mai 2019 war kein Kandidat angetreten, ihre Wahl erfolgte daher am 26. Juni 2019 durch den Gemeinderat. Sie ist Nachfolgerin von Frank Müller, der nicht mehr kandidiert hatte.

### Wappen
| Wappen von Otzweiler | Blasonierung: „Über blau-golden geschachtem Schildfuß in Silber ein roter Mühlstein belegt mit einem goldenen Mühleisen.“ |
| Wappen von Otzweiler | Wappenbegründung: Das geschachte Feld nimmt Bezug zur ehemaligen Zugehörigkeit zur Vorderen Grafschaft Sponheim. Mühlstein und Mühleisen erinnert an die Entstehung des Dorfes Otzweiler. Laut Pfarrer Lentze in seinem Buch „Amt Naumburg und Pfarrei Becherbach“, (S. 31) war Otzweiler 1599 nur ein Hof mit zwei Mühlen – vor Alters nur eine Mühle. Der Gemeinderat beauftragte am 3. Februar 1966 den Grafiker Brust, Kirnsulzbach, einen Entwurf für ein Gemeindewappen zu erarbeiten. In der Sitzung am 8. Juni 1966 nahm der Rat den vorgelegten Entwurf an. Nach Zustimmung durch das Staatsarchiv erteilte das Ministerium des Innern in Mainz am 4. Juli 1966 die Genehmigung zur Führung eines eigenen Wappens. |

## Wirtschaft und Infrastruktur
Im Süden verläuft die Bundesstraße 270. In Kirn ist ein Bahnhof der Bahnstrecke Bingen–Saarbrücken.